# Bernd Schadewald

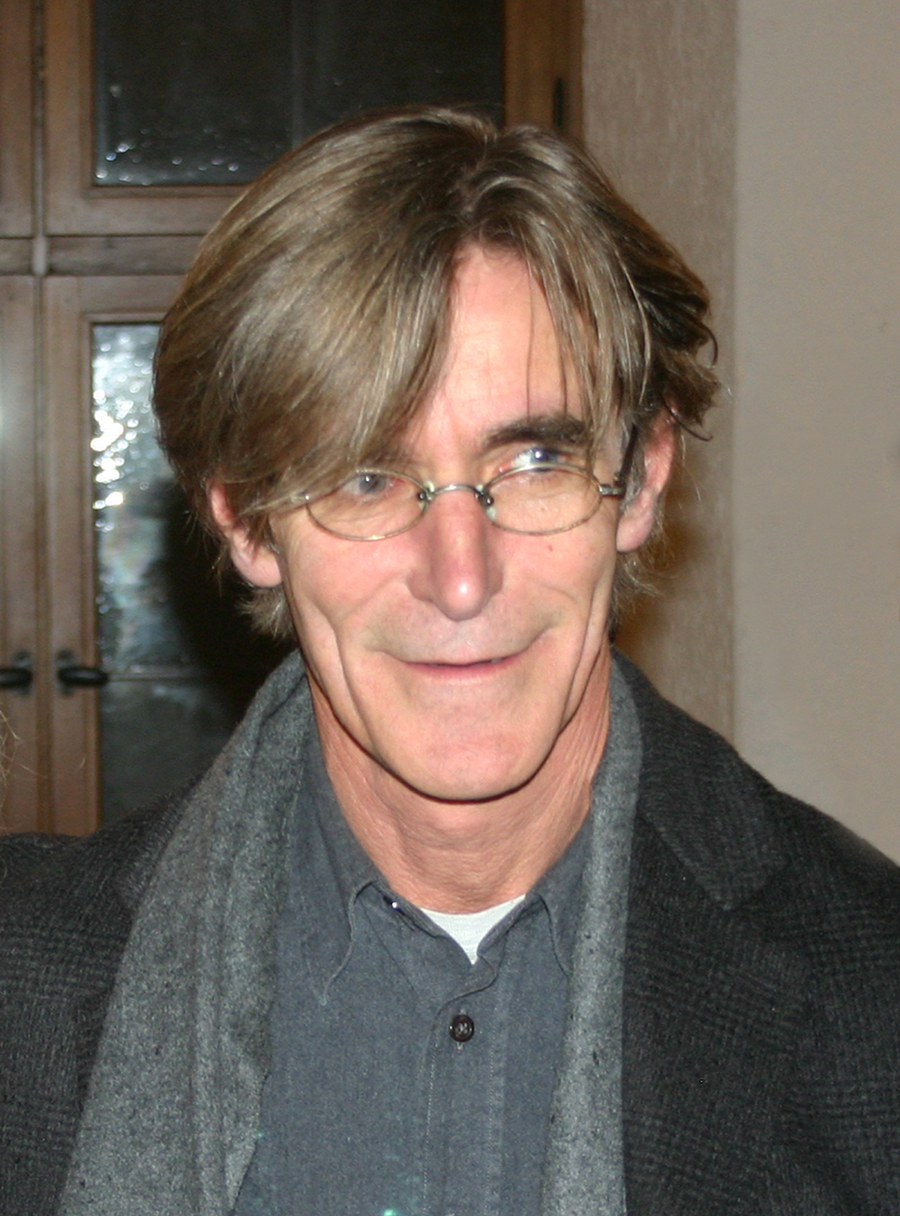
Bernd Schadewald (2007)

Bernd Schadewald  (* 24. November 1950 in Lübeck) ist ein deutscher Regisseur und Autor.

## Biografie
Bernd Schadewald studierte ab 1969 an der Westfälischen Schauspielschule in Bochum, wirkte daraufhin zunächst als Regieassistent bei Theater-, Fernseh- und Filmproduktionen und als Redakteur beim  SWR-Kinderfunk mit.
Seit 1978 schrieb er Drehbücher für diverse Vorabendserien im deutschen Fernsehen wie zum Beispiel Peter Strohm, Der Fahnder,  Ein Fall für zwei und Wilsberg – In alter Freundschaft und führte dabei Regie.
Seinen ersten Fernsehfilm drehte Schadewald 1982 mit Der Tag der Abrechnung nach einem Buch von Patricia Highsmith. Für das Schauspiel Bonn inszenierte er 1984 das Theaterstück Klassen Feind (sic!) von Nigel Williams und 1988 Clockwork Orange nach dem gleichnamigen Roman von Anthony Burgess. Für letzteres hatten Die Toten Hosen die Bühnenmusik geschrieben, unter anderem das Lied Hier kommt Alex, mit dem die Band ihren kommerziellen Durchbruch hatte.
Das Drama Verlierer hatte 1986 beim Filmfest in München Aufmerksamkeit erregt. Hier geht es um die Gewaltbereitschaft von deutschen wie auch von ausländischen Jugendlichen, um Jugendbanden und deren soziales Umfeld. Ein Thema, das sich wie ein roter Faden durch Schadewalds Werk zieht.
Schadewald ist seit 2006 mit der Schauspielerin Michaela May verheiratet, die in seiner Dokumentation über die Schlagersängerin Manuela die Rolle der Erzählerin übernahm.

## Filmografie (Auswahl)
- 1982: Der Tag der Abrechnung
- 1986: Verlierer
- 1986: Tatort: Tod im Elefantenhaus
- 1987: Tatort: Voll auf Haß
- 1988: Eine Bonner Affäre
- 1990: Der Hammermörder
- 1990: Ein Fall für Zwei – Madonna
- 1991: Verurteilt Anna Leschek
- 1992: Schuld war nur der Bossa Nova
- 1993: Schicksalsspiel
- 1993: Glückliche Reise – Jamaica
- 1994: Angst
- 1995: Kinder des Satans
- 1996: Sanfte Morde
- 1997: Der Pirat
- 1998: Ein großes Ding
- 2000: Liebestod
- 2003: Polizeiruf 110 – Vater Unser
- 2005: Die Manuela-Story – Alles und noch viel mehr

## Auszeichnungen
- 1988 Fernsehpreis für Verständigung  mit Ausländern für Tatort: Voll auf Hass
- 1991 Goldenen Panda als bestes Fernsehspiel des Jahres auf dem internationalen Fernsehfestival von Sechuan in China für Der Hammermörder[1]
- 1991 Adolf-Grimme-Preis in Silber für Der Hammermörder (zusammen mit Christian Redl und Ulrike Kriener)
- 1994 Adolf-Grimme-Preis für Schicksalsspiel (zusammen mit Nicolette Krebitz und Niels-Bruno Schmidt)
- 1994 Regiepreis beim Fernsehfilmpreis der Deutschen Akademie der Darstellenden Künste für Schicksalsspiel und  Angst.